# The Best of Suffocation
The Best of Suffocation è un album raccolta del gruppo musicale statunitense Suffocation, pubblicato nel 2008.

## Tracce
1. Liege of Inveracity – 4:30 (Barohn, Cerrito, Hobbs)
2. Infecting the Crypts – 4:48 (Barohn, Cerrito, Hobbs)
3. Effigy of the Forgotten – 3:49 (Barohn, Cerrito, Hobbs)
4. Seeds of the Suffering – 5:51 (Cerrito, Hobbs, Mullen)
5. Jesus Wept – 3:43 (Barohn, Cerrito, Hobbs)
6. Marital Decimatiion – 4:04 (Hobbs, Mullen)
7. Prelude to Repulsion – 4:48 (Cerrito, Mullen)
8. Anomalistic Offerings – 4:40 (Hobbs, Mullen)
9. Breeding the Spawn – 5:09 (Cerrito)
10. Pierced from Within – 4:26 (Suffocation)
11. Thrones of Blood – 5:16 (Suffocation)
12. Brood of Hatred – 4:35 (Suffocation)

## Formazione
- Frank Mullen - voce
- Terrance Hobbs - chitarra
- Doug Cerrito - chitarra
- Josh Barohn - basso
- Doug Bohn - batteria
- Mike Smith - batteria